# Thelma + Louise
Thelma + Louise is een single van de Britse band Bastille. Het nummer verscheen in augustus 2021 als derde single van het album Give Me the Future.

## Muziekvideo
Een muziekvideo werd uitgebracht op 2 september 2021. Deze duurt twee minuten en zeventien seconden.